# Schönau-Berzdorf
Schönau-Berzdorf là một đô thị huyện Görlitz, trong bang tự do Sachsen, nước Đức. Đô thị Schönau-Berzdorf có diện tích 27,84 km², dân số thời điểm ngày 31 tháng 12 năm 2006 là 1765 người.